# Auditorium al Duomo
L’Auditorium al Duomo è un teatro di Firenze. L'ingresso principale è in via de' Cerretani, quello posteriore in via dell'Alloro, all'interno di una struttura alberghiera.

## Storia
Parte dell'edificio oggi occupato dall'Auditorium al Duomo e dall'Hotel Laurus al Duomo era un tempo l'oratorio della Compagnia religiosa dei Pizzicagnoli, legata dal 1345 alla societas beati Bartolomei, di cui San Bartolomeo era il protettore. Al numero 3 di via dell'Alloro restavano tracce dell'antico portale con un busto del santo, scomparse quando l'oratorio fu demolito per creare il cinema Astra. Il lato che affaccia su via de' Cerretani è di stampo ottocentesco.
Dal 1931 parte dell'edificio viene adattata a sala cinematografica con il nome di Cinema “Educativo Morale”, gestito dai Padri di Santa Maria Maggiore. La sala cambia poi nome alcune volte: Cinema Dante, poi, nel dopoguerra, Cinema Mignon e infine Astra 1. Nel 1962 la società Astra Cerretani viene autorizzata a demolire e ricostruire integralmente la sala. Viene anche ottenuto un nulla-osta per l'aumento del numero dei posti destinati al pubblico, successivamente revocato a seguito dell'intervento degli esercenti concorrenti e poi concesso nuovamente nel 1975 per una capienza di 435 posti. Dopo alterne vicissitudini, dovute ai problemi relativi alle concessioni edilizie, e dopo innumerevoli proroghe nella realizzazione dei lavori, il progetto viene infine approvato nel 1982 per sottrarre il fabbricato al degrado e per destinarlo a una fruizione pubblica e collettiva.
La destinazione a sala cinematografica è mantenuta, nonostante le difficoltà burocratiche e a dispetto del preoccupante declino novecentesco della tipologia edilizia “cinema”, messa fuori mercato a causa del potenziale rilevante valore immobiliare di trasformazione verso la residenza o il terziario, con l'effetto indotto di impoverire ulteriormente la qualità relazionale e l'offerta culturale dello spazio pubblico
L'immobile, di proprietà di una società del Conte Carlo Dolci poi rilevata dalla società Comi nel 1988, è stato ristrutturato in base al progetto dell'ingegnere Lisindo Baldassini. Nel 2003, ancora una volta in controtendenza rispetto alle tentazioni dell'edilizia commerciale, viene riconfermata la destinazione d'uso a pubblico spettacolo per incontri, scambi e comunicazione. Dopo una nuova fase di restauro, l'Auditorium al Duomo è formalmente inaugurato il 5 maggio del 2006. Nel settembre 2011 la sala anfiteatro è  stata intitolata a Andrzej Tomaszewski con una cerimonia formale alla presenza delle autorità.

## Descrizione
L'Auditorium al Duomo è oggi uno spazio bene attrezzato per il pubblico spettacolo. L'entrata principale all'Auditorium è in via de' Cerretani ed è condivisa con l'Hotel Laurus al Duomo. All'ingresso sono collocate due busti di marmo di Carrara, opere dello scultore Dino De Ranieri e raffiguranti Leonardo da Vinci “creatore dell'immaginabile” e Galileo Galilei “osservatore dei cieli”.
La struttura può accogliere circa 500 persone ed è suddivisa in due aree collegate a cui si accede dal foyer-reception: la Sala Vasari e l'Anfiteatro Andrzej Tomaszewski.
L'Anfiteatro Andrzej Tomaszewski si trova al primo piano. È la sala principale,  può accogliere 300 persone e ha un palcoscenico sopraelevato. La Sala Vasari, al piano terreno, ha una capienza di circa 160 posti ed è modulabile in tre sub-settori, predisposti per esposizioni e servizi ristorativi: Sala Michelangelo, Brunelleschi, Donatello e Giotto. Al piano seminterrato si trovano i camerini e le salette di prova per gli artisti.

## Attività culturale ed eventi
L'Auditorium al Duomo è sede della Fondazione Romualdo Del Bianco, con cui ha un profondo legame.
È anche sede del Comitato Nazionale Italiano ICOMOS Centro, del Comitato Nazionale Italiano ICOMOS Giovani, del Comitato Scientifico Internazionale ICOMOS TheoPhilos, del Comitato Scientifico Internazionale ICOMOS Pitture Murali, dell'ITKI, Istituto Internazionale per le Conoscenze Tradizionali, del portale culturale non-profit Life Beyond Tourism, dell'iniziativa “90 giorni per il dialogo tra culture con Life Beyond Tourism”.
Dal 2006 l'Auditorium al Duomo si è collocato nel panorama culturale fiorentino come luogo privilegiato per il dialogo tra culture con focus particolare, ma non esclusivo, verso l'Eurasia. L'Auditorium al Duomo ha ospitato convegni e conferenze internazionali, eventi culturali, rassegne musicali, corsi e concorsi, mostre d'arte, sfilate di moda, spettacoli teatrali e lirici.
Tra i molti ospiti illustri l'Auditorium al Duomo ha ospitato:
- Mstislav Leopol'dovič Rostropovič, ottobre 2006[4]
- Paul Esswood, 2006
- Paolo Poli, luglio 2007
- Gustav Kuhn, 2007 e 2009[5]
- Fausto Leali, novembre 2009
- Stanislaw Daniel Kotlinski, settembre 2011
- Gayletha Nichols della Metropolitan Opera di New York,  novembre 2011